# Kościół Miłosierdzia Bożego w Kaliszu
Kościół Miłosierdzia Bożego w Kaliszu – rzymskokatolicki kościół parafialny należący do parafii pod tym samym wezwaniem (dekanat Kalisz II diecezji kaliskiej).
Pierwsza zgoda na budowę świątyni została wydana dla parafii w 1957 roku. Prace zostały wstrzymane przez Urząd Wojewódzki w Poznaniu. Ponowna szansa na budowę kościoła pojawiła się w 1974 roku. Kamień węgielny wmurowany został w 1977 roku. Przygotowany w latach 50. XX wieku projekt świątyni został zrealizowany dwadzieścia lat później. Unikalna forma budowli to przejaw wolności artystycznej, jaka pojawiła się w latach 50. XX wieku.
Budowa świątyni rozpoczęła się dwadzieścia lat po wykonaniu projektu. Prace zostały rozpoczęte w 1977 roku, a formalnie zostały zakończone dopiero w 1993 roku, kiedy to świątynia została konsekrowana i ogłoszona diecezjalnym Sanktuarium Miłosierdzia Bożego.
Budowla została zaprojektowana przez Jerzego Kuźmienkę i Andrzeja Fajansa. Architekci zakładali budowę świątyni, której dach będzie tworzyć jednolitą bryłę betonu, którą ozdobili kształtem. Gmach charakteryzuje się falowaniami, które udało się uformować dzięki konstrukcji żelbetowej. Ogólnie kościół ma 45 metrów wysokości, a sama powierzchnia dachu to 1000 m². Efekt został osiągnięty dzięki konstrukcji zaprojektowanej przez Wacława Zalewskiego. Był on prekursorem technik linowo-prętowych.
Wnętrze jest ozdobione mozaiką, przedstawiającą postać Jezusa Miłosiernego. Po prawej stronie są usytuowane płaskorzeźby przedstawiające Matkę Boską Ostrobramską. Tuż obok są umieszczone wizerunki świętych. Natomiast po lewej stronie znajduje się płaskorzeźba z sylwetkami ludzi oczekujących na zbawienie.